# Cuscuta haughtii
Cuscuta haughtii är en vindeväxtart som beskrevs av Truman George Yuncker. Cuscuta haughtii ingår i släktet snärjor, och familjen vindeväxter. Inga underarter finns listade i Catalogue of Life.